# F
La F és la sisena lletra de l'alfabet català i quarta de les consonants. El seu nom és efa, ef o efe.
Aquesta lletra prové de l'alfabet llatí per bé que evoluciona de l'etrusc els quals la van prendre de la lletra grega digamma la qual va desaparèixer d'entre ells quan també va desaparèixer el so /w/ que representava. L'origen anterior és una lletra de l'alfabet fenici i semític anomenada wâw.

## Fonètica
En català representa la fricativa labiodental sorda, /f/ en l'alfabet fonètic internacional. Rarament representa el so labial sonor /v/quan va seguida d'una consonant sonora (Golf de roses, Bolígraf blau, Afganistan...)

## Significats de la lletra F
- Bioquímica: en majúscula símbol de la fenilalanina.
- Cronologia: representa el mes de febrer als calendaris.
- Economia: serveix per abreujar els francs de diversos països.
- Física: és el símbol dels formants en acústica. Indica també graus Fahrenheit de temperatura.
- Informàtica: s'usa en informàtica per designar les tecles de funció.
- Lingüística: es l'abreviatura de «femení».
- Música: en el sistema musical anglogermànic representa el fa. D'aquesta lletra evoluciona gràficament el símbol de la clau de fa. En cursiva i minúscula, indica que un passatge s'ha de tocar forte.
- Química: en majúscula, símbol que representa l'element químic fluor.
- SI: en minúscula, símbol de femto. També, en majúscula, és el símbol del farad.
- Vehicles: indica procedència de França. En automobilisme, indica el tipus de fórmula o competició.
- Xarxes socials: es fa servir com a símbol de recolzament o respecte.[4][5]

## Símbols derivats o relacionats
| Caràcter | Descripció          | Unicode (maj./min.) | Html (maj./min.) | Notes d'ús |
| -------- | ------------------- | ------------------- | ---------------- | ---------- |
| ƒ        | florí               | U+0192              | &fnof;           |            |
| Ḟ        | F amb punt superior | U+1E1E U+1E1F       |                  | irlandès   |